# Тартан (орнамент)

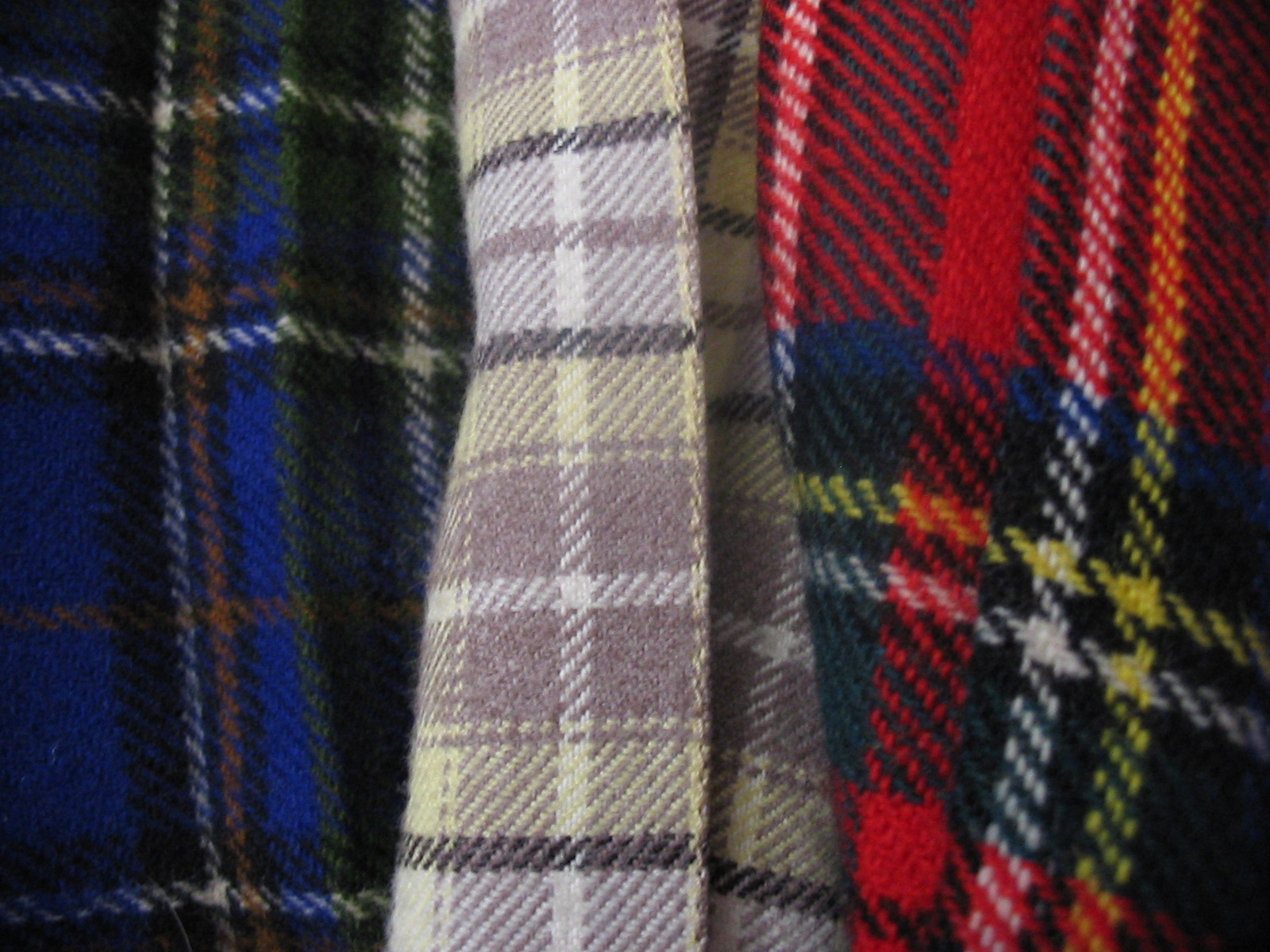
Три різноманітні тартани

Тартан — орнамент, що складається з перехресних горизонтальних та вертикальних кольорових смуг. Слово «тартан» у буквальному розумінні означає «малюнок». Первинне звучання цього слова, запозиченого з англійської, було «тартанем».

## Загальний опис
Картатий малюнок типу «тартан» характерний для людей, що проживали у горах у всьому світі. Також знайдені деякі єгипетські мумії, що були обгорнені тканинами з малюнком і забарвленням тартану. Римські аристократи носили одяг з тартановим малюнком. Проте тартан став культовим тільки для кельтської народної творчості та кустарного промислу, а пізніше й обов'язковою складовою національного шотландського одягу. Тартан використовується для розфарбовування шотландки і символізує певний клан.
У кельтських кланах, що населяли Шотландію та Ірландію, тартан ткався з шерсті домашніх овець. Для кожного клану був свій орнамент тартану і кожна людина мусила носити тартан свого клану, щоби відрізнятися від інших. До наших часів дійшов 101 вид візерунків тартанів. Закони геральдики поширювалися на тартани і не допускали будь-яких змін. У кельтських тартанах закладалася інформація про клан, в острівних кельтів — різна кількість клітинок та їх рядів визначала суспільний стан.
Шотландські кілти практично завжди мають рисунок тартан. З вовняного картатого полотна створюють не тільки чоловічий, жіночий і дитячий одяг, але й постільну білизну, а з шовкового полотна — стрічки, краватки та інші вироби.

## Кольорове кодування тартану
Тартан визначається кольорами і кількістю ниток, що використовуються для плетення тканини. Загальним правилом є те, що основа і човник повинні повторювати одну і ту ж послідовність кольорів, та, щоб існувала діагональна лінія, відносно якою візерунок буде симетричний. Для запису цієї послідовності існує система, в якій записують кольори і кількість ниток у смузі. Перший і останній кльори називають якорями (pivot) і кількість ниток у них записують через косу риску. Наприклад: W/8 R64 K4 B8 K4 Y16 K4 Y16 K4 B8 K4 G64 B/8.
Тартани можуть бути симетричними і несиметричними. При плетенні симетричного тартану кольори смуг повторюються в обох напрямках, при плетенні несиметричного тартану кольори смуг повторюються тільки в одному напрямку між якорями. Наприклад, якщо є послідовність B K Y K R W. Для цієї послідовності симетричний тартан буде таким: B K Y K R W R K Y K B K Y K R W R. Несиметричний тартан для цієї послідовності: B K Y K R W B K Y K R W.
Симетричні тартани крім діагональної осі мають ще вертикальну і горизонтальну вісь.
| Колір                                 | Літера | Англійською мовою                |
| ------------------------------------- | ------ | -------------------------------- |
| Синій (пурпурний, блакитний…)         | B      | Blue, purple, navy, azure        |
| Зелений (оливковий, пляшечний…)       | G      | Green, olive, lime, bottle       |
| Чорний                                | K      | Black                            |
| Сірий                                 | N      | Neutral Grey                     |
| Помаранчевий                          | O      | Orange                           |
| Червоний (рожевий, бордовий, винний…) | R      | Red, pink, wine, maroon, scarlet |
| Брунатний                             | T      | Tan, brown, camel, fawn          |
| Білий                                 | W      | White                            |
| Жовтий                                | Y      | Yellow                           |

## Український тартан
Під час фази широкого вторгнення російсько-української війни, щоб висловити солідрність з Україною, шотландська компанія Great Scot розробила дизайн тартану, який складається з горизонталних та вертикальних синьо-жовтих смуг. Тартан отримав назву «Україна назавжди» (англ. Ukraine forever). Компанія надіслала запит щодо реєстрації тартану в Шотландський Реєстр Тартанів .Компанія обіцяє, що отримані кошти від продажу тартану, передасть Україні у вигляді допомоги.